# Copidognathus quadricostatus
Copidognathus quadricostatus is een mijtensoort uit de familie van de Halacaridae. De wetenschappelijke naam van de soort is voor het eerst geldig gepubliceerd in 1894 door Trouessart.